# Lasagnette
Les lasagnette sont un type de pâtes en forme de ruban. C'est une version plus étroite des lasagnes. Les lasagnette diffèrent des lasagnes par la forme de leurs bords. Certaines peuvent avoir des bords avec ondulations des deux côtés, des bords droits de chaque côté ou un bord ondulé et un bord droit.
Les lasagnette peuvent être préparées de diverses façons. Les deux manières les plus populaires sont de les servir à la façon des lasagnes, en étages ou bien de les servir dans une assiette avec les ingrédients de la recette choisie.